# Arsdorf
Arsdorf är en ort i Luxemburg.   Den ligger i distriktet Diekirch, i den nordvästra delen av landet, 30 kilometer nordväst om huvudstaden Luxemburg. Arsdorf ligger 437 meter över havet och antalet invånare är 241.
Terrängen runt Arsdorf är platt åt nordväst, men åt sydost är den kuperad.  Närmaste större samhälle är Ettelbruck, 18,7 kilometer öster om Arsdorf. 
I omgivningarna runt Arsdorf växer i huvudsak blandskog. Runt Arsdorf är det ganska glesbefolkat, med 43 invånare per kvadratkilometer.